# Bolle stroommossel
De bolle stroommossel (Unio tumidus ) is een zoetwatermossel.
De bolle stroommossel komt voor in rustig stromende rivieren, vijvers en meren in Europa. De soort lijkt op de schildersmossel (Unio pictorum) maar heeft een bolvormige schelp en wordt maximaal 8 tot 10 cm groot. De kleur is bruinachtig, met radiale strepen. De mossel kan maximaal een jaar of 15 oud worden.
Rechter en linker klep van hetzelfde exemplaar:

Rechter klep
Linker klep